# Coll de Fontfreda

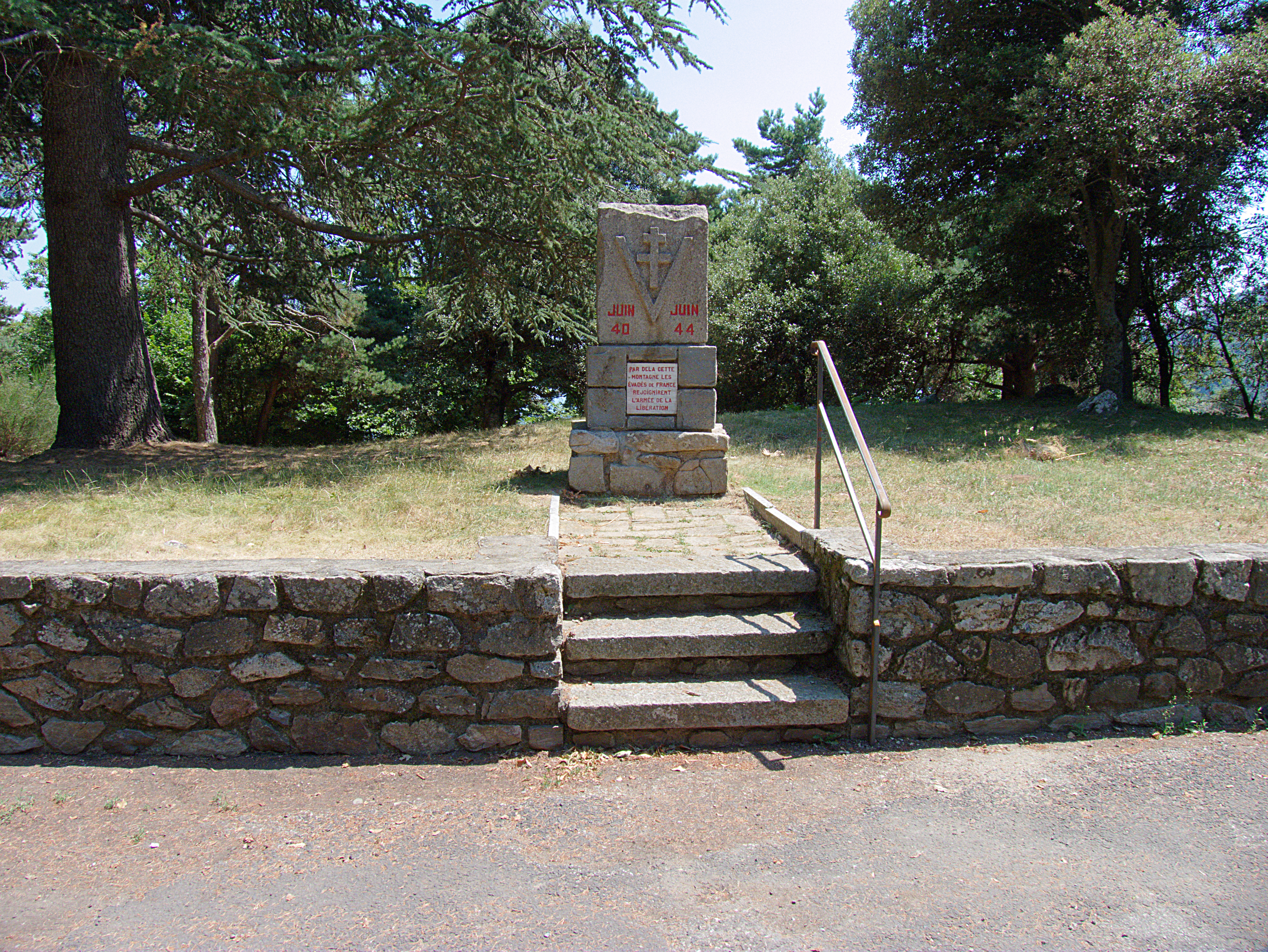
L'Estela dels Evadits

El Coll de Fontfreda és un coll de muntanya de 1.004,8 m alt dels Pirineus a cavall dels termes comunals vallespirencs de Ceret i de Morellàs i les Illes, a la Catalunya del Nord.
És al sud-oest del terme comunal de Morellàs i les Illes, a llevant del Puig de Fontfreda i al sud-oest del Pic del Bolaric. És al nord-est del Mas del Comó. En aquest coll hi ha instal·lat el monument de l'Estela dels evadits.
El Coll de Fontfreda és un dels passos obligats per a rutes excursionistes a peu o amb bicicleta de muntanya d'aquest sector dels Pirineus.